# 山本英夫 (映画カメラマン)
山本 英夫（やまもと ひでお、1960年 - ）は、日本の撮影監督（カメラマン）。岐阜県出身。

## 人物
横浜放送映画専門学院（現・日本映画大学）卒業。三池崇史監督や井筒和幸監督や三谷幸喜監督と組むことが多い。

## 受賞歴
- 第42回日本映画撮影監督協会 三浦賞（『HANA-BI』）
- 第53回毎日映画コンクール 撮影賞（『HANA-BI』『中国の鳥人』）
- 第22回日本アカデミー賞 優秀撮影賞（『HANA-BI』）[2]
- 第24回日本アカデミー賞 優秀撮影賞（『ホワイトアウト』）
- 第27回ヨコハマ映画祭 撮影賞（『パッチギ!』『妖怪大戦争』『鉄人28号』）
- 第30回日本アカデミー賞 優秀撮影賞（『フラガール』『有頂天ホテル』）
- 第35回日本アカデミー賞 優秀撮影賞（『ステキな金縛り』）[3]
- 第44回日本アカデミー賞 優秀撮影賞（『罪の声』）[4]
- 第22回TAMA映画祭 最優秀作品賞（『LOVE LIFE』）

## 撮影作品リスト
- 日本製少年（1995年・及川中監督）
- 犯人に願いを（1995年・細野辰興監督）
- シャブ極道（1996年・細野辰興監督）
- PSYCHIC SCHOOL WARS 学校が危ない! 淫霊女学園〈OV〉（1996年・佐々木浩久監督）
- 喧嘩の花道 大阪最強伝説＜OV＞（1996年・三池崇史監督）
- 極道戦国志 不動（1996年・三池崇史監督）
- 止まり木ブルース ナリタブライアン&ミスターシービー〈OV〉（1997年・薬師寺光幸監督）
- 止まり木ブルース 2 アイネスフウジン&ミホノブルボン〈OV〉（1997年・薬師寺光幸監督）
- 狼の眼 EYES OF THE WOLF（1997年・細野辰興監督）
- 岸和田少年愚連隊 血煙り純情篇（1997年・三池崇史監督）
- HANA-BI（1998年・北野武監督）
- 蘇える金狼（1998年・渡辺武監督）
- 中国の鳥人（1998年・三池崇史監督）
- アンドロメディア（1998年・三池崇史監督）
- BLUES HARP（1998年・三池崇史監督）
- 蘇える金狼2 復活篇〈OV〉（1998年・渡辺武監督）
- 岸和田少年愚連隊 望郷（1998年・三池崇史監督）
- 隧穴幻想 トンカラリン夢伝説（1998年・三池崇史監督）
- リング2（1999年・中田秀夫監督）
- サラリーマン金太郎（1999年・三池崇史監督）
- DEAD OR ALIVE 犯罪者（1999年・三池崇史監督）
- 富江 replay（2000年・光石冨士朗監督）
- オーディション（2000年・三池崇史監督）
- ホワイトアウト（2000年・若松節朗監督）
- sWinGmaN（2000年・前田哲監督）
- 鞠智城物語 防人たちの唄（2000年・三池崇史監督）
- ビジターQ（2000年・三池崇史監督）
- 天国から来た男たち（2001年・三池崇史監督）
- RED SHADOW 赤影（2001年・中野裕之監督）
- 殺し屋1（2001年・三池崇史監督）（原作者の山本英夫は同姓同名の別人）
- ソウル SEOUL（2002年・長澤雅彦監督）
- カタクリ家の幸福（2002年・三池崇史監督）
- 新・仁義の墓場（2002年・三池崇史監督）
- 金融破滅ニッポン 桃源郷の人々（2002年・三池崇史監督）
- SABU 〜さぶ〜〈テレビ〉（2002年・三池崇史監督）
- マッスル ヒート（2002年・下山天監督）
- おんな 国衆一揆（2002年・三池崇史監督）
- 新・仁義なき戦い/謀殺（2003年・橋本一監督）
- ゲロッパ!Get up!（2003年・井筒和幸監督）
- 蛇イチゴ（2003年・西川美和監督）
- 着信アリ（2004年・三池崇史監督）
- パローレ（2004年・前田哲監督）
- 鉄人28号（2004年・冨樫森監督）
- パッチギ!（2004年・井筒和幸監督）
- 妖怪大戦争（2005年・三池崇史監督）
- 乱歩地獄『蟲』（2005年・カネコアツシ監督）
- 陽気なギャングが地球を回す（2006年・前田哲監督）
- THE 有頂天ホテル（2006年・三谷幸喜監督）
- 県庁の星（2006年・西谷弘監督）
- フラガール（2006年・李相日監督）
- パッチギ! LOVE&PEACE（2007年・井筒和幸監督）
- 大日本人（2007年・松本人志監督）
- 恋空（2007年・今井夏木監督）
- ザ・マジックアワー（2008年・三谷幸喜監督）
- 能登の花ヨメ（2008年・白羽弥仁監督）
- 容疑者Xの献身（2009年・西谷弘監督）
- ヤッターマン（2009年・三池崇史監督）
- 真夏のオリオン（2009年・篠原哲雄監督）
- アマルフィ 女神の報酬（2009年、西谷弘監督）
- のだめカンタービレ 最終楽章 前編（2009年・武内英樹監督）
- のだめカンタービレ 最終楽章 後編（2010年・川村泰祐監督、武内英樹総監督）
- アンダルシア 女神の報復（2011年、西谷弘監督）
- ステキな金縛り（2011年、三谷幸喜監督）
- 麒麟の翼（2012年・土井裕泰監督）
- 任侠ヘルパー（2012年・西谷弘監督）
- 清須会議（2013年・三谷幸喜監督）
- 大空港2013（2013年・三谷幸喜監督）
- 地獄でなぜ悪い（2013年・園子温監督）
- 新宿スワン（2015年・園子温監督）
- S -最後の警官- 奪還 RECOVERY OF OUR FUTURE（2015年・平野俊一監督）
- ギャラクシー街道（2015年・三谷幸喜監督）
- テラフォーマーズ（2016年・三池崇史監督）
- ひそひそ星（2016年・園子温監督）
- ミュージアム（2016年・大友啓史監督）
- 3月のライオン 前編（2017年・大友啓史監督）
- 3月のライオン 後編（2017年・大友啓史監督）
- 昼顔（2017年・西谷弘監督）
- ブレイブX 極道十勇士（2017年・金澤克次監督）
- 今夜、ロマンス劇場で（2018年・武内英樹監督）
- 億男（2018年・大友啓史監督）
- 全裸監督（2019年・武正晴・河合勇人、内田英治監督）
- 記憶にございません!（2019年・三谷幸喜監督）
- 最初の晩餐（2019年・常盤司郎監督）
- 罪の声（2020年・土井裕泰監督）
- 妖怪大戦争 ガーディアンズ（2021年・三池崇史監督）
- そして、バトンは渡された（2021年・前田哲監督）
- ARASHI Anniversary Tour 5×20 FILM “Record of Memories”（2021年・堤幸彦監督）- 撮影監督・カメラマン
- バスカヴィル家の犬 シャーロック劇場版（2022年・西谷弘監督）
- LOVE LIFE（2022年・深田晃司監督）
- 沈黙のパレード（2022年・西谷弘監督）
- 甲州街道から愛を込めて（2022年・今岡信治監督）
- あいたくて あいたくて あいたくて（2022年・今岡信治監督）
- カタオモイ（2023年・いまおかしんじ監督）
- ラストマン-全盲の捜査官-（2023年・TBS	土井裕泰・平野俊一・石井康晴監督） - 撮影監督
- 波紋（2023年・荻上直子監督）
- コーポ・ア・コーポ（2023年・仁同正明監督）
- かぞく（2023年・澤寛監督）
- 九十歳。何がめでたい（2024年・前田哲監督）
- スオミの話をしよう（2024年・三谷幸喜監督）
- まる（2024年・荻上直子監督）
- 花まんま（2025年・前田哲監督）
- でっちあげ〜殺人教師と呼ばれた男（2025年・三池崇史監督）
- 三谷幸喜「おい、太宰」劇場版（2025年・三谷幸喜監督）

## 撮影助手担当作品
- Gメン'75（1975年−1982年）
- おもいっきり探偵団 覇悪怒組（1987年）
- 仮面ライダーBLACK（1987年）
- じゃあまん探偵団 魔隣組（1988年）
- 魔法少女ちゅうかなぱいぱい!（1989年）
- 勝手にしやがれヘイ!ブラザー（1989年・日本テレビ）
- 3-4×10月（1990年・北野武監督）
- 特警ウインスペクター（1990年・テレビ朝日）
- あの夏、いちばん静かな海。（1991年・北野武監督）
- ソナチネ（1993年・北野武監督）
- みんな〜やってるか!（1995年・ビートたけし監督）
- キッズ・リターン（1996年・北野武監督）※応援撮影